# Benue
Benue (bantusky znamená matka vod) je řeka v Nigérii s prameny v Kamerunu. Je hlavním levým přítokem Nigeru. Je 1 400 km dlouhá.

## Průběh toku
Pramení na planině Adamawa v Kamerunu. Je to rovinná řeka, která teče v široké dolině přes úrodné a hustě osídlené oblasti vlhké savany. Poblíž ústí dosahuje šířky 1,5 km.

## Vodní režim
Vyšší úrovně hladiny dosahuje od června do září.

## Využití
Na řece je částečně rozvinutá lodní doprava do města Ibi po celý rok a v období dešťů až do města Garoua v Kamerunu, které leží 900 km od ústí. Při ústí se nachází město Lokoja.